# John Campbell, 4:e hertig av Argyll

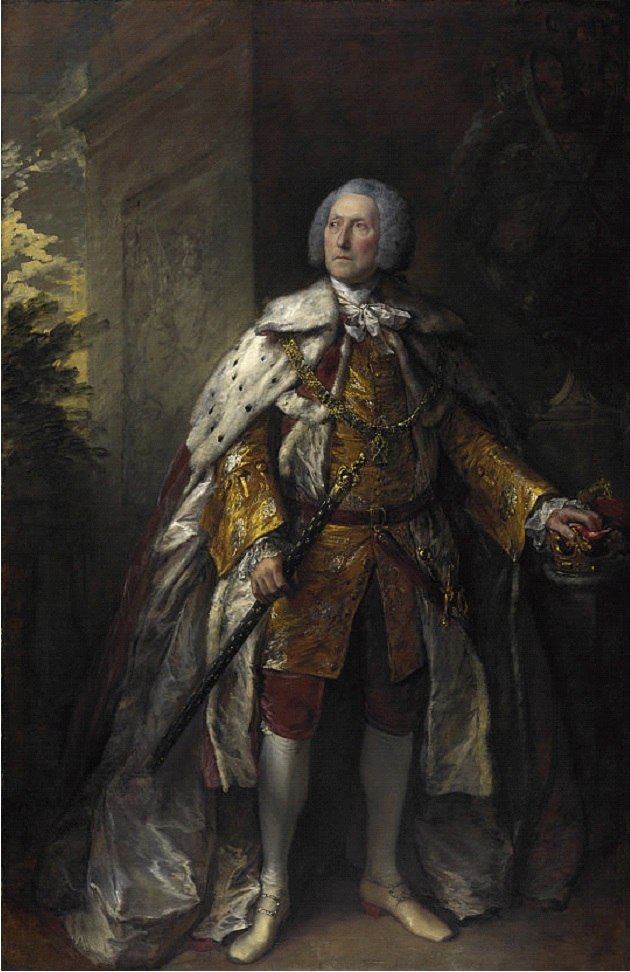
John Campbell, 4:e hertig av Campbell.

John Campbell, 4:e hertig av Argyll, född omkring 1693, död 9 november 1770, var en skotsk ädling. Han var sonson till Archibald Campbell, 9:e earl av Argyll. 
Han satsade tidigt på en militär karriär, men var också parlamentsledamot (MP) 1713–1727. Han utnämndes också till Groom of the Bedchamber av Georg II av England 1727. Parallellt med detta fortsatte hans militära karriär, han blev överste 1738, generalmajor 1744 och generallöjtnant 1747, för att 1765 avsluta som general.
1761 ärvde han hertigtiteln efter sin barnlöse släkting, Archibald Campbell, 3:e hertig av Argyll och lämnade då underhuset för att bli guvernör över Limerick. Hertigen blev invald i the Privy Council 1762.
Gift 1720 med Mary Drummond Ker.
Barn:
- Lady Caroline Campbell (1721–1803), gift 1:o med Charles Bruce, 4:e earl av Elgin, 2:o med Henry Seymour-Conway, fältmarskalk
- John Campbell, 5:e hertig av Argyll (1723–1806)
- Lord William Campbell (1731–1778)